# قائمة الدول ذات العواصم المتعددة

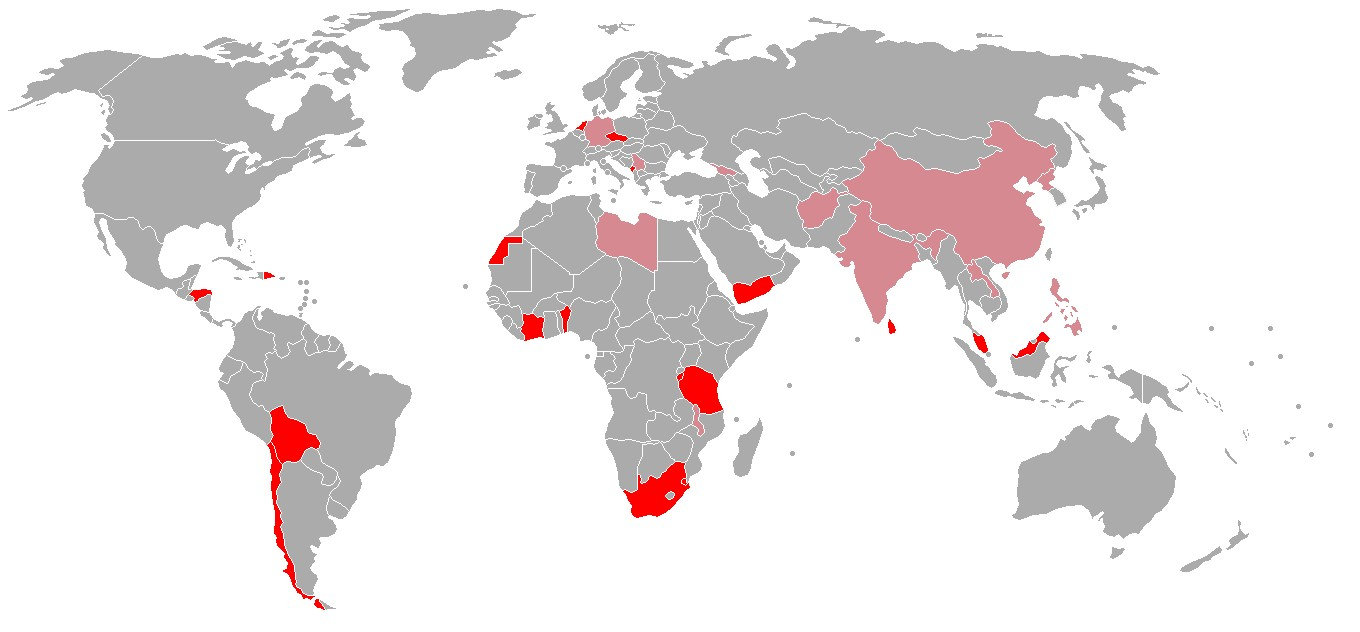
الدول التي لديها حاليا أكثر من عاصمة
الدول التي كانت لديها أكثر من عاصمة في الماضي

بعض الدول لديها عدة عواصم ؛ غالباً ما تكون إحدى المدن مقر الحكومة بينما تكون المدينة الأخرى هي العاصمة القانونية. الدول ذات الاعتراف المحدود مكتوبة بخط مائل.

## القائمة
| البلد               | العواصم                 | التفاصيل                                                                            |
| ------------------- | ----------------------- | ----------------------------------------------------------------------------------- |
| بنين                | بورتو نوفو              | العاصمة الرسمية                                                                     |
| بنين                | كوتونو                  | مقر الحكومة الفعلي                                                                  |
| بوليفيا             | سوكري                   | العاصمة الدستورية ؛ مقر السلطة القضائية الوطنية                                     |
| بوليفيا             | لاباز                   | مقر الهيئات الوطنية التنفيذية والتشريعية والانتخابية                                |
| بوروندي             | جيتيغا                  | العاصمة الدستورية                                                                   |
| بوروندي             | بوجومبورا               | مقر السلطة التنفيذية الوطنية                                                        |
| تشيلي               | سانتياغو                | العاصمة الرسمية                                                                     |
| تشيلي               | فالبارايسو              | مقر الهيئة التشريعية الوطنية                                                        |
| ساحل العاج          | ياموسوكرو               | العاصمة الرسمية                                                                     |
| ساحل العاج          | أبيدجان                 | مقر الحكومة (بحكم الأمر الواقع)                                                     |
| جمهورية الدومينيكان | سانتو دومينغو           | العاصمة الرسمية، مقر جميع الهيئات الوطنية الإدارية والتشريعية وبعض الهيئات القضائية |
| جمهورية الدومينيكان | سانتو دومينغو أويستي    | مقر المحكمة الدستورية و المجلس الانتخابي المركزي                                    |
| إسواتيني            | مبابان                  | العاصمة الادارية                                                                    |
| إسواتيني            | لوبامبا                 | العاصمة التشريعية والملكية                                                          |
| ماليزيا             | كوالالمبور              | العاصمة الرسمية والملكية ؛ مقر الهيئة التشريعية الوطنية                             |
| ماليزيا             | بوتراجاي                | المركز الإداري ومقر القضاء الوطني                                                   |
| الجبل الأسود        | بودغوريتسا              | العاصمة الرسمية                                                                     |
| الجبل الأسود        | ستنيي                   | مقر إقامة رئيس الجبل الأسود                                                         |
| هولندا              | أمستردام                | بحكم القانون                                                                        |
| هولندا              | لاهاي                   | مقر الحكومة ومقر إقامة العائلة المالكة                                              |
| جنوب إفريقيا        | بريتوريا                | العاصمة الإدارية والتنفيذية                                                         |
| جنوب إفريقيا        | كيب تاون                | العاصمة التشريعية                                                                   |
| جنوب إفريقيا        | بلومفونتين              | العاصمة القضائية                                                                    |
| سريلانكا            | سري جاياواردنابورا كوتي | مقر الهيئة التشريعية الوطنية                                                        |
| سريلانكا            | كولمبو                  | مقر الهيئات الوطنية التنفيذية والقضائية                                             |
| تنزانيا             | دودوما                  | العاصمة الرسمية والتشريعية                                                          |
| تنزانيا             | دار السلام              | مقر الحكومة ؛ مقر الهيئات القضائية                                                  |
| اليمن               | صنعاء                   | العاصمة المعترف بها دوليا، يسيطر عليها الحوثيون                                     |
| اليمن               | عدن                     | عاصمة مؤقتة تسيطر عليها القوات الموالية لهادي.                                      |

## الدول التي كانت لديها عواصم متعددة في الماضي
كان لهذه البلدان مدينتان كانتا بمثابة عاصمتين إداريتين في نفس الوقت، لأسباب مختلفة مثل الحرب أو الطقس. وفي بعض الحالات، تعتبر العاصمة الثانية عاصمة مؤقتة.
| البلد               | السنوات   | العاصمة           | التفاصيل                                      |
| ------------------- | --------- | ----------------- | --------------------------------------------- |
| جمهورية الصين       | 1937–1945 | نانجينغ           | عاصمة الدولة العميلة التي تسيطر عليها اليابان |
| جمهورية الصين       | 1937–1945 | تشونغتشينغ        | العاصمة المؤقتة ل جمهورية الصين               |
| جمهورية الصين       | 1945–1991 | نانجينغ           | العاصمة الإدارية والتشريعية والقضائية         |
| جمهورية الصين       | 1945–1991 | تايبيه            | العاصمة المؤقتة ل جمهورية الصين               |
| جورجيا              | 2012–2018 | تبليسي            | العاصمة الرسمية والإدارية                     |
| جورجيا              | 2012–2018 | كوتايسي           | مقر البرلمان                                  |
| ألمانياA            | 1990–1999 | برلين             | العاصمة الرسمية                               |
| ألمانياA            | 1990–1999 | بون               | مقر الحكومة                                   |
| كوريا الشمالية      | 1948–1972 | بيونغيانغ         | مقر الحكومة                                   |
| كوريا الشمالية      | 1948–1972 | سول               | العاصمة بحكم القانون                          |
| الراج البريطاني     | 1858–1947 | كلكتا (1858–1911) | العاصمة الشتوية                               |
| الراج البريطاني     | 1858–1947 | دلهي (1911–1947)  | العاصمة الشتوية                               |
| الراج البريطاني     | 1858–1947 | شيملا             | العاصمة الصيفية                               |
| مملكة لاوس          | 1947–1975 | فيينتيان          | العاصمة الإدارية                              |
| مملكة لاوس          | 1947–1975 | لوانغ برابانغ     | العاصمة الملكية                               |
| ليبيا               | 1951–1969 | طرابلس            | العاصمتين الرسميتين                           |
| ليبيا               | 1951–1969 | بنغازي            | العاصمتين الرسميتين                           |
| مالاوي              | 1974–1994 | ليلونغوي          | العاصمة الإدارية والقضائية                    |
| مالاوي              | 1974–1994 | زومبا             | العاصمة التشريعية                             |
| الفلبين             | 1948–1976 | كيزون             | العاصمة الرسمية                               |
| الفلبين             | 1948–1976 | مانيلا            | مقر الحكومة (حكم الأمر الواقع)                |
| صربيا والجبل الأسود | 2003–2006 | بلغراد            | العاصمة الإدارية والتشريعية                   |
| صربيا والجبل الأسود | 2003–2006 | بودغوريتسا        | العاصمة القضائية                              |